# The Trufflers
The Trufflers er en amerikansk stumfilm fra 1917 af Fred E. Wright.

## Medvirkende
- Nell Craig som Sue Wilde
- Sidney Ainsworth som Peter Ericson Mann
- Ernest Maupain som Jacob Zanin
- Richard Travers som Henry Bates
- Patrick Calhoun som Hy Lowe